# Tour Méditerranéen 2011
Il Tour Méditerranéen 2011, trentottesima edizione della corsa valevole come prova del circuito UCI Europe Tour 2011 categoria 2.1, si svolse in 5 tappe dal 9 al 13 febbraio 2011 per un percorso totale di 693 km, con partenza da Maubec e arrivo a Tolone sul Monte Faron. Fu vinto dal francese David Moncoutié, della Cofidis, che si impose in 16 ore 48 minuti e 36 secondi, alla media di 41,22 km/h.
Partenza da Maubec con 150 ciclisti, dei quali 120 completarono il tour.

## Tappe
| Tappa  | Data        | Percorso                         | km  | Vincitore di tappa | Leader cl. generale |
| ------ | ----------- | -------------------------------- | --- | ------------------ | ------------------- |
| 1ª     | 9 febbraio  | Maubec > Pertuis                 | 120 | Thomas Voeckler    | Thomas Voeckler     |
| 2ª     | 10 febbraio | Saint-Cannat > Rousset           | 118 | Romain Feillu      | Thomas Voeckler     |
| 3ª     | 11 febbraio | Carnoux-en-Provence > La Farlède | 135 | Romain Feillu      | Romain Feillu       |
| 4ª     | 12 febbraio | La Londe-les-Maures > Biot       | 155 | Romain Feillu      | Romain Feillu       |
| 5ª     | 13 febbraio | Biot > Tolone (Monte Faron)      | 165 | David Moncoutié    | David Moncoutié     |
| Totale | Totale      | Totale                           | 693 |                    |                     |

## Squadre e corridori partecipanti
| N.    | Cod. | Squadra             |
| ----- | ---- | ------------------- |
| 1-8   | SKY  | Sky Procycling      |
| 11-18 | ALM  | AG2R La Mondiale    |
| 21-28 | EUR  | Team Europcar       |
| 31-38 | COF  | Cofidis             |
| 41-48 | SBS  | Saxo Bank-Sungard   |
| 51-58 | FDJ  | FDJ                 |
| 61-68 | KAT  | Katusha Team        |
| 71-78 | GRM  | Team Garmin-Cervélo |
| 81-88 | ASA  | Acqua & Sapone      |
| 91-98 | EDR  | Endura Racing       |

| N.      | Cod. | Squadra                      |
| ------- | ---- | ---------------------------- |
| 100-108 | BSC  | Bretagne-Schuller            |
| 111-118 | SKS  | Skil-Shimano                 |
| 121-128 | MIE  | Miche-Guerciotti             |
| 131-138 | MOV  | Movistar Team                |
| 141-148 | VCD  | Vacansoleil-DCM              |
| 151-158 | LPM  | Vélo-Club La Pomme Marseille |
| 161-168 | SAU  | Saur-Sojasun                 |
| 171-178 | AUB  | BigMat-Auber 93              |
| 181-188 | RLM  | Roubaix-Lille Métropole      |

## Dettagli delle tappe

### 1ª tappa
- 9 febbraio: Maubec > Pertuis – 120 km

Risultati
| Pos. | Corridore          | Squadra       | Tempo    |
| ---- | ------------------ | ------------- | -------- |
| 1    | Thomas Voeckler    | Europcar      | 2h41'04" |
| 2    | Laurent Mangel     | Saur-Sojasun  | s.t.     |
| 3    | Thomas Vaubourzeix | V.C. La Pomme | s.t.     |

| Pos. | Corridore          | Squadra       | Tempo    |
| ---- | ------------------ | ------------- | -------- |
| 1    | Thomas Voeckler    | Europcar      | 2h40'54" |
| 2    | Laurent Mangel     | Saur-Sojasun  | a 4"     |
| 3    | Thomas Vaubourzeix | V.C. La Pomme | a 6"     |

### 2ª tappa
- 10 febbraio: Saint-Cannat > Rousset – 118 km

Risultati
| Pos. | Corridore         | Squadra        | Tempo    |
| ---- | ----------------- | -------------- | -------- |
| 1    | Romain Feillu     | Vacansoleil    | 2h50'16" |
| 2    | Davide Appollonio | Sky Procycling | s.t.     |
| 3    | Danilo Napolitano | Acqua & Sap.   | s.t.     |

| Pos. | Corridore       | Squadra      | Tempo    |
| ---- | --------------- | ------------ | -------- |
| 1    | Thomas Voeckler | Europcar     | 5h31'10" |
| 2    | Romain Feillu   | Vacansoleil  | a 3"     |
| 3    | Laurent Mangel  | Saur-Sojasun | a 4"     |

### 3ª tappa
- 11 febbraio: Carnoux-en-Provence > La Farlède – 135 km

Risultati
| Pos. | Corridore        | Squadra      | Tempo    |
| ---- | ---------------- | ------------ | -------- |
| 1    | Romain Feillu    | Vacansoleil  | 3h00'06" |
| 2    | Jaŭhen Hutarovič | FDJ-BigMat   | s.t.     |
| 3    | Aleksandr Porsev | Katusha Team | s.t.     |

| Pos. | Corridore       | Squadra      | Tempo    |
| ---- | --------------- | ------------ | -------- |
| 1    | Romain Feillu   | Vacansoleil  | 8h31'09" |
| 2    | Thomas Voeckler | Europcar     | a 7"     |
| 3    | Laurent Mangel  | Saur-Sojasun | a 11"    |

### 4ª tappa
- 12 febbraio: La Londe-les-Maures > Biot – 155 km

Risultati
| Pos. | Corridore         | Squadra        | Tempo    |
| ---- | ----------------- | -------------- | -------- |
| 1    | Romain Feillu     | Vacansoleil    | 3h53'33" |
| 2    | Davide Appollonio | Sky Procycling | s.t.     |
| 3    | Daniel Martin     | Garmin-Cervélo | s.t.     |

| Pos. | Corridore         | Squadra        | Tempo     |
| ---- | ----------------- | -------------- | --------- |
| 1    | Romain Feillu     | Vacansoleil    | 12h24'32" |
| 2    | Davide Appollonio | Sky Procycling | a 18"     |
| 3    | Thomas Voeckler   | Europcar       | a 21"     |

### 5ª tappa
- 13 febbraio: Biot > Tolone (Monte Faron) – 165 km

Risultati
| Pos. | Corridore              | Squadra       | Tempo    |
| ---- | ---------------------- | ------------- | -------- |
| 1    | David Moncoutié        | Cofidis       | 4h23'40" |
| 2    | Jean-Christophe Péraud | AG2R La Mond. | a 7"     |
| 3    | Wout Poels             | Vacansoleil   | a 18"    |

| Pos. | Corridore              | Squadra       | Tempo     |
| ---- | ---------------------- | ------------- | --------- |
| 1    | David Moncoutié        | Cofidis       | 16h48'36" |
| 2    | Jean-Christophe Péraud | AG2R La Mond. | a 11"     |
| 3    | Wout Poels             | Vacansoleil   | a 24"     |

## Evoluzione delle classifiche
| Tappa              | Vincitore          | Classifica generale | Classifica scalatori | Classifica a punti | Classifica giovani | Classifica squadre    |
| ------------------ | ------------------ | ------------------- | -------------------- | ------------------ | ------------------ | --------------------- |
| 1ª                 | Thomas Voeckler    | Thomas Voeckler     | Rémi Pauriol         | Thomas Voeckler    | Thomas Vaubourzeix | FDJ                   |
| 2ª                 | Romain Feillu      | Thomas Voeckler     | Rémi Pauriol         | Romain Feillu      | Thomas Vaubourzeix | VC La Pomme Marseille |
| 3ª                 | Romain Feillu      | Romain Feillu       | Rémi Pauriol         | Romain Feillu      | Thomas Vaubourzeix | VC La Pomme Marseille |
| 4ª                 | Romain Feillu      | Romain Feillu       | Rémi Pauriol         | Romain Feillu      | Davide Appollonio  | Saur-Sojasun          |
| 5ª                 | David Moncoutié    | David Moncoutié     | Rémi Pauriol         | Romain Feillu      | Wout Poels         | Cofidis               |
| Classifiche finali | Classifiche finali | David Moncoutié     | Rémi Pauriol         | Romain Feillu      | Wout Poels         | Cofidis               |

## Classifiche finali

### Classifica generale
| Pos. | Corridore              | Squadra        | Tempo     |
| ---- | ---------------------- | -------------- | --------- |
| 1    | David Moncoutié        | Cofidis        | 16h48'36" |
| 2    | Jean-Christophe Péraud | AG2R La Mond.  | a 11"     |
| 3    | Wout Poels             | Vacansoleil    | a 24"     |
| 4    | Andrew Talansky        | Garmin-Cervélo | a 28"     |
| 5    | Morris Possoni         | Sky Procycling | a 33"     |
| 6    | Thomas Voeckler        | Europcar       | a 35"     |
| 7    | David López García     | Movistar Team  | a 37"     |
| 8    | Fabrice Jeandesboz     | Saur-Sojasun   | a 40"     |
| 9    | Steven Cummings        | Sky Procycling | s.t.      |
| 10   | Pierre Rolland         | Europcar       | s.t.      |

### Classifica a punti
| Pos. | Corridore         | Squadra        | Punti |
| ---- | ----------------- | -------------- | ----- |
| 1    | Romain Feillu     | Vacansoleil    | 85    |
| 2    | Davide Appollonio | Sky Procycling | 53    |
| 3    | Jaŭhen Hutarovič  | FDJ-BigMat     | 43    |

### Classifica scalatori
| Pos. | Corridore       | Squadra       | Punti |
| ---- | --------------- | ------------- | ----- |
| 1    | Rémi Pauriol    | FDJ           | 28    |
| 2    | Anthony Colin   | Roubaix       | 15    |
| 3    | Wout Poels      | Vacansoleil   | 15    |
| 4    | David Moncoutié | Cofidis       | 10    |
| 5    | David Le Lay    | AG2R La Mond. | 10    |

### Classifica giovani
| Pos. | Corridore        | Squadra        | Tempo     |
| ---- | ---------------- | -------------- | --------- |
| 1    | Wout Poels       | Vacansoleil    | 16h49'00" |
| 2    | Andrew Talansky  | Garmin-Cervélo | a 4"      |
| 3    | Pierre Rolland   | Europcar       | a 16"     |
| 4    | Alexandre Geniez | Skil-Shimano   | a 32"     |
| 5    | Thibaut Pinot    | FDJ            | a 44"     |

### Classifica a squadre
| Pos. | Squadra             | Tempo     |
| ---- | ------------------- | --------- |
| 1    | Cofidis             | 50h28'36" |
| 2    | Sky Procycling      | a 4"      |
| 3    | Movistar Team       | a 37"     |
| 4    | AG2R La Mondiale    | a 44"     |
| 5    | Team Garmin-Cervélo | a 1'00"   |